# 민족주의 공화 동맹

민족주의공화동맹(民族主義共和同盟, 스페인어: Alianza Republicana Nacionalista)은 1981년 엘살바도르에서 만들어진 보수주의 정당이다. 현재 지도자는 호르헤 바라도이며, 2012년 총선 결과 파라분도 마르티 민족해방전선과 함께 엘살바도르의 최대 정당이 되었다.

## 같이 보기
- 엘살바도르의 정당